# Grande nazione
Grande nazione è il dodicesimo album in studio della rock band italiana Litfiba, il primo d'inediti dopo la reunion avvenuta l'11 dicembre 2009. Il disco, uscito in versione CD standard, deluxe e in vinile, è stato pubblicato il 17 gennaio 2012.
L'edizione deluxe presenta un booklet di 36 pagine e la bonus track Dimmi dei nazi, colonna sonora di Pivano Blues - Sulla strada di Nanda, documentario dedicato a Nanda Pivano.

## Descrizione
L'album è il secondo atto di una nuova trilogia, cominciata con il live Stato libero di Litfiba, il cui filo conduttore è lo Stato. Inizialmente doveva chiamarsi Fiesta tosta, come la traccia di apertura.
Il disco, contenente diversi riferimenti e critiche alla classe politica, fa riflettere sulla situazione attuale della "Grande Nazione", ossia l'Italia, e lo fa con le sonorità rock e aggressive tipiche dello stile litfibiano anni novanta.
La copertina e l'impostazione grafica dell'album sono ispirate al lavoro dell'illustratore messicano José Guadalupe Posada e in particolar modo a La Calavera Catrina, divenuta una figura iconica del "Día de Los Muertos".
Grande nazione debutta direttamente al primo posto della classifica italiana e, in un solo mese, raggiunge le 30 000 copie, venendo certificato disco d'oro. I Litfiba riescono nell'impresa di piazzare un disco hard rock al primo posto della classifica italiana; solo in altre due occasioni la band raggiunse tale posizione, con Infinito nel 1999 e Mondi sommersi nel 1997, tuttavia con prodotti tendenti a sonorità pop/rock di stampo più commerciale.
L'album rimane quattro mesi in classifica e risulta essere il 36º più venduto in Italia nel 2012. Il disco ha ottenuto un buon successo di vendita anche in Svizzera, entrando tra i primi 50 posti della classifica.
Grande nazione è stato premiato come il secondo miglior disco italiano del 2012 nella speciale classifica Rockol Awards 2012 votata dagli utenti sul portale Rockol.it.
Il brano Anarcoide, presente nell'album, è stato candidato al premio per la miglior canzone sui diritti umani da Amnesty International e Voci per la libertà.
Il brano Fiesta tosta è stato poi inserito nella raccolta Le 100 canzoni italiane di oggi.

## Tracce
Testi e musiche di Piero Pelù e Ghigo Renzulli.
1. Fiesta tosta – 4:00
2. Squalo – 4:17
3. Elettrica – 4:11
4. Tra te e me – 4:30
5. Tutti buoni – 3:50
6. Luna dark – 4:22
7. Anarcoide – 3:40
8. Grande Nazione – 5:04
9. Brado – 4:34
10. La mia valigia – 4:57

Edizione deluxe
1. Dimmi dei nazi – 6:41

## Formazione
- Piero Pelù – voce
- Ghigo Renzulli – chitarre
- Daniele Bagni – basso
- Federico Sagona – tastiere
- Pino Fidanza – batteria

### Tecnico del suono
- Giovanni Gasparini

## Classifiche

### Classifiche settimanali
| Classifica (2012) | Posizione massima |
| ----------------- | ----------------- |
| Italia            | 1                 |
| Svizzera          | 49                |

### Classifiche di fine anno
| Classifica (2012) | Posizione |
| ----------------- | --------- |
| Italia            | 36        |

## Singoli e videoclip
- Squalo (promo, videoclip)
- La mia valigia (promo, videoclip)
- Elettrica (Vinile 10 pollici, promo, videoclip)
- Grande nazione (videoclip)
- Brado (videoclip)
- Luna dark (promo)